# Daniel Utomi
Uzodinma Utomi, meglio noto come Daniel Utomi (Houston, 7 marzo 1997), è un cestista statunitense con cittadinanza nigeriana.

## Carriera

### Europa
Il 18 luglio 2020 firma il suo primo contratto professionistico con il Karhu Basket, squadra della Korisliiga, massimo campionato finlandese. Il suo debutto avviene il 13 ottobre, dove segna 25 punti nella partita persa per 84-82 contro gli Helsinki Seagulls. A causa della pandemia di COVID-19, il campionato finlandese viene interrotto, così il 4 dicembre, Utomi si libera dal contratto tramite buyout e torna free agent. Durante la sua permanenza in Finlandia, Utomi segnata 12.6 punti di media a partita, tirando con il 53.7% dalla linea dei tre punti.
Il 24 febbraio 2021 firma un contratto fino alla fine della stagione con il JA Vichy-Clermont, squadra francese di Pro B.
L'11 settembre 2021 si trasferisce in Italia in Serie A2 al Pistoia Basket 2000.

### Nazionale
Viene convocato per il Campionato africano del 2021 dalla nazionale nigeriana.